# 시인의 피
시인의 피(Le Sang D'Un Poete, The Blood Of A Poet)는 프랑스에서 제작된 장 콕토 감독의 1930년 영화이다. 엔리크 리베로 등이 주연으로 출연하였다.

## 출연

### 주연
- 엔리크 리베로

### 조연
- 폴린느 카튼
- 오뎃 타라작